# Église de la Sainteté du Calvaire
L'Église de la Sainteté du Calvaire (anglais : Calvary Holiness Church) est une église chrétienne protestante, proche de celle des River Brethren, ancrée dans la tradition piétiste radical et fait partie du mouvement de la sainteté conservateur (en). Elle est une division de l'Église des Frères en Christ,.

## Histoire
Les origines de l'Église de la Sainteté du Calvaire font partie de l'histoire de la tradition des River Brethren du christianisme anabaptiste. L'Église de la Sainteté du Calvaire a commencé en 1963 lorsque la congrégation des Frères en Christ de Philadelphie (fondée en 1897) s'est retirée des Frères en Christ, rejetant les changements perçus dans la foi et la pratique de la dénomination. Des membres de diverses congrégations des Frères en Christ, y compris celles de Hanover, Millersburg et Massillon, ont rejoint l'Église de la Sainteté du Calvaire, qui s'est constituée en 1964. 
L'Église de la Sainteté du Calvaire a cherché à continuer à mettre l'accent sur le Port du voile pour les femmes chrétiennes (en), l'habillement simple, la tempérance, le lavage des pieds des saints et la non-résistance. Les membres de l'Église de la Sainteté du Calvaire observent attentivement le jour du Seigneur en adorant Dieu lors des services du dimanche matin et du dimanche soir. Les adhérents de la Sainteté du Calvaire ne rejoignent pas les sociétés secrètes. En 1980, l'Église de la Sainteté du Calvaire comptait deux congrégations avec environ 40 membres. La congrégation d'Apple Creek, dans l'Ohio, mettait l'accent sur le ministère de la jeunesse pendant plusieurs années.